# 湖北省十堰市中级人民法院
湖北省十堰市中级人民法院是中华人民共和国湖北省十堰市的中级人民法院。

## 历史沿革
1951年2月，郧县人民法院在十堰镇设置分庭。1954年8月撤销。1963年7月，复设十堰人民法庭。1967年，成立十堰公安机关军事管制小组，内设治保组、办案组和政工组。法院职能由军事管制小组办案组行使。1969年，设立十堰市（县级市）。1973年5月，撤销军事管制小组。同年9月22日，成立十堰市中级人民法院，内设办公室、刑事审判庭、民事审判庭。
1994年9月29日，国务院同意撤销郧阳地区，与十堰市实行地、市合并，实行市领导县体制。1994年11月，郧阳地区中级人民法院和十堰市中级人民法院合并，组建新的十堰市中级人民法院。
2009年5月，正式开通网站。2016年，迁至张湾区浙江路66号。

## 机构设置
- 办公室
- 政治部
- 机关党委
- 司法行政处
- 立案庭
- 刑事审判第一庭
- 刑事审判第二庭
- 民事审判第一庭
- 民事审判第二庭
- 民事审判第三庭
- 民事审判第四庭
- 行政审判庭
- 少审庭
- 知识产权庭
- 审判监督庭
- 审判管理办公室
- 赔偿委员会办公室
- 执行局
- 执行一庭
- 执行二庭
- 执行三庭
- 研究室
- 宣传处
- 信访办
- 督办室
- 司法警察支队
- 司法鉴定处
- 培训中心
- 纪检组和监察室（合署办公）
- 经济开发区人民法庭

## 历任领导
| 院长 - 罗正保（1994年10月－2000年1月） - 张万锋（2000年1月－2005年1月） - 秦鸿毓（2000年1月－2011年1月） - 张忠斌（2011年1月－2014年7月） - 王健（2015年2月－2019年12月） - 孙惠波（2020年1月－） 副院长 | 党组书记 |

## 知名案例
- 张明顺爆炸案（1995年）[6]